# Cristian Santander
Cristian Daniel Santander Rosero (Puerto Asís, Putumayo, Colombia; 20 de agosto de 2003) es un futbolista colombiano. Juega de guardameta y su equipo actual es Fortaleza CEIF de la Primera División del Futbol Profesional Colombiano

## Trayectoria
Debutó en el primer equipo del Barranquilla FC el 30 de enero de 2022 en el empate sin goles ante el Atlético Huila por la Primera B.

## Selección nacional
Fue citado al Campeonato Sudamericano Sub-20 de 2023.

## Estadísticas

### Clubes
| Club                          | Div.          | Temporada     | Liga  | Liga  | Liga   | Copas nacionales | Copas nacionales | Copas nacionales | Copas internacionales | Copas internacionales | Copas internacionales | Total | Total | Total  |
| Club                          | Div.          | Temporada     | Part. | Goles | P.Inv. | Part.            | Goles            | P.Inv.           | Part.                 | Goles                 | P.Inv.                | Part. | Goles | P.Inv. |
| ----------------------------- | ------------- | ------------- | ----- | ----- | ------ | ---------------- | ---------------- | ---------------- | --------------------- | --------------------- | --------------------- | ----- | ----- | ------ |
| Barranquilla F. C. · Colombia | 2.ª           | 2022          | 21    | 28    | 4      | —                | —                | —                | —                     | —                     | —                     | 21    | 28    | 4      |
| Barranquilla F. C. · Colombia | 2.ª           | 2023          | 22    | 32    | 4      | —                | —                | —                | —                     | —                     | —                     | 22    | 32    | 4      |
| Barranquilla F. C. · Colombia | 2.ª           | 2024          | 27    | 32    | 5      | 1                | 1                | 0                | —                     | —                     | —                     | 28    | 33    | 5      |
| Barranquilla F. C. · Colombia | 2.ª           | 2025          | 13    | 23    | 2      | 3                | 3                | 1                | —                     | —                     | —                     | 16    | 26    | 3      |
| Barranquilla F. C. · Colombia | Total club    | Total club    | 83    | 115   | 15     | 4                | 4                | 1                | —                     | —                     | —                     | 87    | 119   | 16     |
| Fortaleza CEIF · Colombia     | 1.ª           | 2025          | 1     | 1     | 0      | 0                | 0                | 0                | —                     | —                     | —                     | 1     | 1     | 0      |
| Fortaleza CEIF · Colombia     | Total club    | Total club    | 1     | 1     | 0      | 0                | 0                | 0                | —                     | —                     | —                     | 1     | 1     | 0      |
| Total carrera                 | Total carrera | Total carrera | 84    | 116   | 15     | 4                | 4                | 1                | —                     | —                     | —                     | 88    | 120   | 16     |

### Selección
| Selección | Año   | Amistosos | Amistosos | Amistosos | Mundial | Mundial | Mundial | Continental | Continental | Continental | Total | Total | Total  |
| Selección | Año   | Part.     | Goles     | P.Inv.    | Part.   | Goles   | P.Inv.  | Part.       | Goles       | P.Inv.      | Part. | Goles | P.Inv. |
| --------- | ----- | --------- | --------- | --------- | ------- | ------- | ------- | ----------- | ----------- | ----------- | ----- | ----- | ------ |
| Sub-20    | 2022  | 3         | 4         | 1         | —       | —       | —       | 2           | 4           | 0           | 5     | 8     | 1      |
| Sub-20    | 2023  | —         | —         | —         | —       | —       | —       | —           | —           | —           | 0     | 0     | 0      |
| Sub-20    | Total | 3         | 4         | 1         | —       | —       | —       | 2           | 4           | 0           | 5     | 8     | 1      |
| Sub-23    | 2023  | 1         | 2         | 0         | —       | —       | —       | —           | —           | —           | 1     | 2     | 0      |
| Sub-23    | Total | 1         | 2         | 0         | —       | —       | —       | 0           | 0           | 0           | 1     | 2     | 0      |
| Total     | Total | 4         | 6         | 1         | 0       | 0       | 0       | 2           | 4           | 0           | 6     | 10    | 1      |